# Rio Cruşov
O Rio Cruşov é um rio da Romênia, afluente do Olt, localizado no distrito de Olt.